# Stadssekreterare
Stadssekreterare är titeln för en oftast centralt placerad kommunal tjänsteman. Stadssekreterare förekommer huvudsakligen i större kommuner och motsvarar kommunsekreterare i mindre kommuner. I Göteborgs stad var titeln tidigare inte en tjänstemannatitel utan en politisk ämbetstitel motsvarande nuvarande kommunalråd.
Stadssekreterare har funnits i större städer i Sverige sedan 1600-talet och var ursprungligen en juridiskt utbildad sekreterare vid magistraten underställd borgmästaren. I mindre städer var stadssekreteraren en förtroendeman i protokollförande uppgifter, som samtidigt innehade en annan tjänst i staden. I en del stadssekreterartjänster i Finland ingick uppgiften som notarius publicus.
I Göteborgs stad motsvarades dagens kommunalråd av stadssekreterare fram till år 1966 och var alltså politiker, inte tjänstemän. Det kan jämföras med titeln borgarråd i Stockholm, som än idag är en motsvarighet för kommunalråd i Stockholms stad. Numera används stadssekreterare i Göteborg som en titel på en politiskt tillsatt tjänsteman, motsvarande en politisk sekreterare.